# Velodyne
Velodyne è una società statunitense della Silicon Valley creata nel 1983 in ambito elettroacustico (audio equipment) a nome Velodyne Acoustics e successivamente in ambito marittimo con la Velodyne Marine. Velodyne crea nel 2016 la Velodyne LiDAR in ambito Lidar.

## Storia

### Audio
David Hall fonda la società Velodyne nel 1983 in ambito elettroacustico per creare altoparlanti e diffusori acustici in particolare subwoofer. Nel 2012, Velodyne produce anche auricolari, cuffie audio.
Nel 2019 è stata venduta all'azienda tedesca Audio Reference.

### Marina
Hall crea la divisione "marine" di Velodyne nel 2011. Velodyne Marine debutta con il suo primo natante, Martini, a Miami boat show del 2013. È il primo prototipo al mondo di natante con sospensione attiva. Il nome Martini deriva dall'immagine di vivere una situazione gestibile di mare mosso con un cocktail preso a bordo. Una combinazione di sponson, gambe metalliche mobili, giroscopi e attuatori permette di rendere stabile la piattaforma su cui vivono gli utenti del natante. Wired compara la barca a "an Olympic hurdler: gambe si alzano e si abbassano mentre il torso rimane livellato." Potenzialmente il sistema può alleviare il mal di mare e facilitare l'attracco.